# Chalgrove
Chalgrove – wieś w Anglii, w hrabstwie Oxfordshire, w dystrykcie South Oxfordshire. Leży 16 km na południowy wschód od Oksfordu i 68 km na zachód od Londynu. W 2011 miejscowość liczyła 2830 mieszkańców.